# Yalçınkaya, Ceylanpınar
Yalçınkaya là một xã thuộc huyện Ceylanpınar, tỉnh Şanlıurfa, Thổ Nhĩ Kỳ. Dân số thời điểm năm 2011 là 931 người.